# Guébling

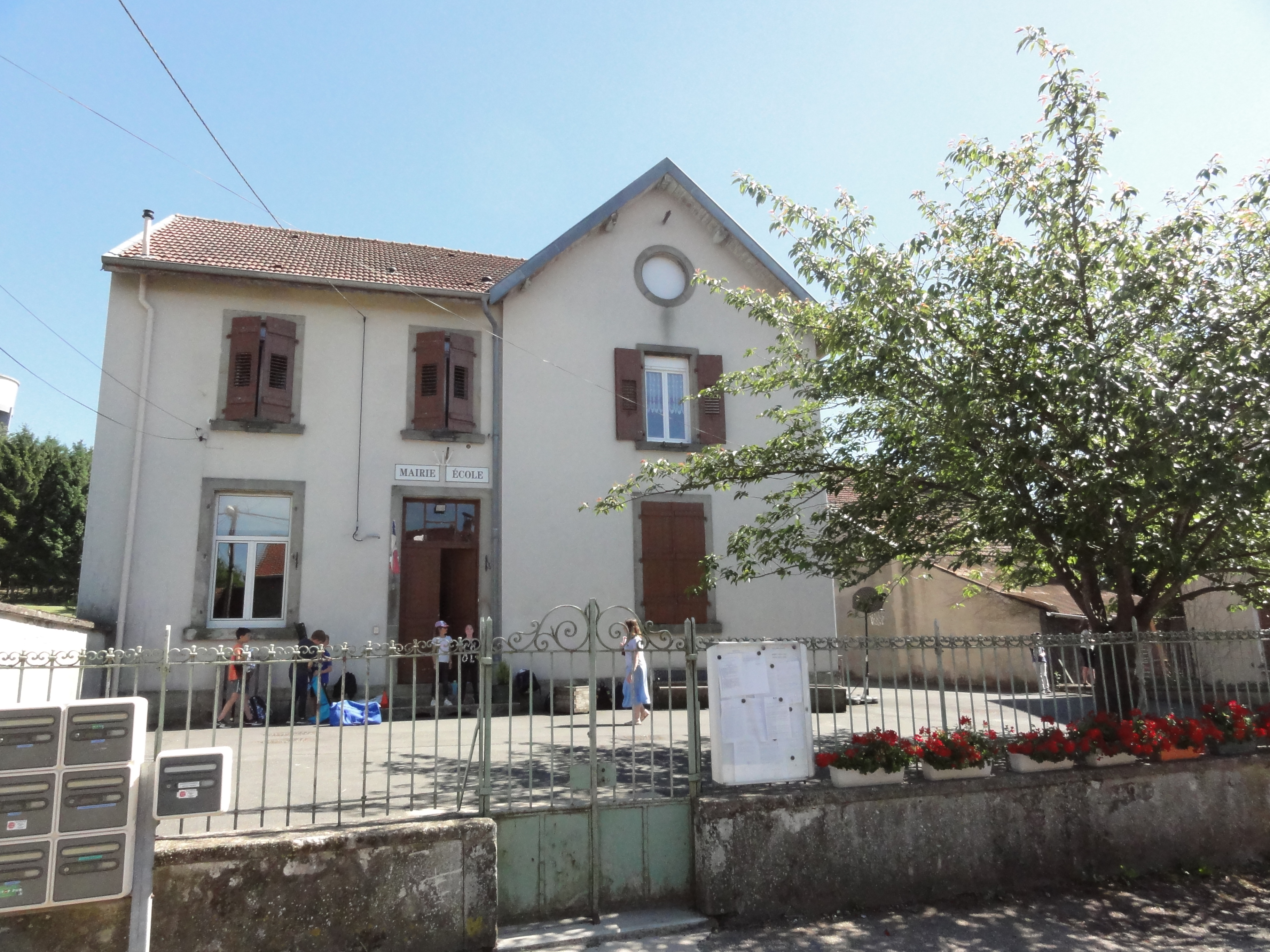
Rathaus- und Schulgebäude

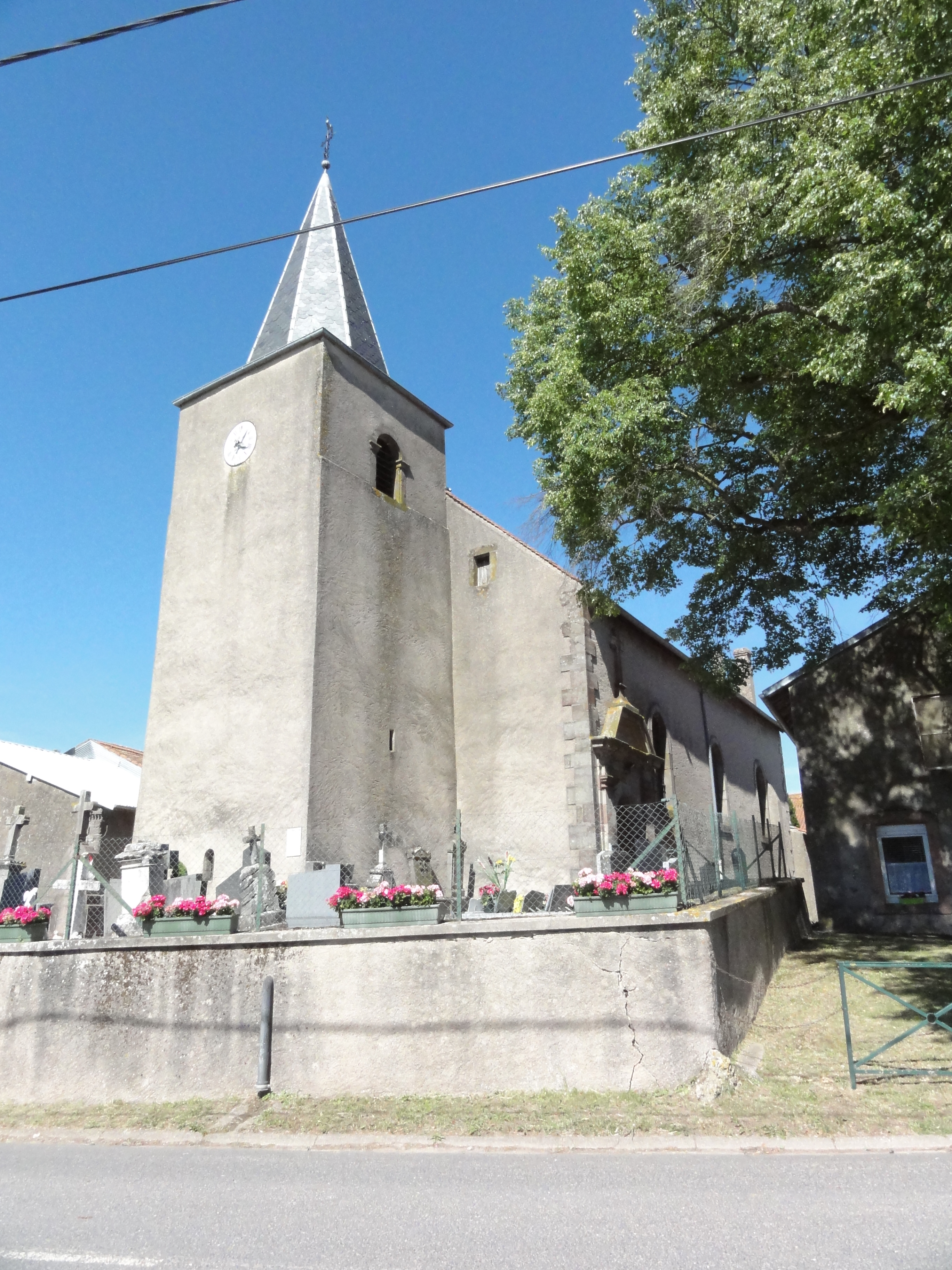
Kirche St. Léger

Guébling (deutsch bis 1915 Gebling, seitdem Geblingen, früher auch Ginblingen) ist eine französische Gemeinde mit 125 Einwohnern (Stand 1. Januar 2022) im Département Moselle in der Region Grand Est (bis 2015 Lothringen). Sie gehört zum Arrondissement Sarrebourg-Château-Salins.

## Geographie
Die Gemeinde liegt im Saulnois (Salzgau), sechs Kilometer nördlich von Dieuze (Duß) am Dordalbach auf einer Höhe zwischen 216 und 333 m über dem Meeresspiegel. Das Gemeindegebiet umfasst 6,84 km².
Zu Guébling gehört der Ortsteil Reclin (1567: Reclingen, 1790: Récling).

## Geschichte
Das Dorf wurde erstmals 1525 als Guebelinger und Guebéling urkundlich erwähnt, dann als Gieblingen (1594) und als Guébling près Bourgaltroff (1756).
Das Kirchdorf und die zuständige Seigneurie gehörten dem Bistum Metz, das die Seigneurie als deutsches Lehen vergab, und zwar unter anderem 1547 und dann 1594 offenbar an das Herzogtum Lothringen; Gebling befand sich noch 1756 im Besitz des Bistums Metz.
Durch den Frankfurter Frieden vom 10. Mai 1871 kam die Region an das deutsche Reichsland Elsaß-Lothringen, und das Dorf wurde dem Kreis Château-Salins im Bezirk Lothringen zugeordnet. Französisch blieb aber Amts- und Umgangssprache. Das Dorf hatte zwei Getreidemühlen, zwei Gipsmühlen und einen Steinbruch. Die Dorfbewohner betrieben Getreide-, Wein- und Obstbau. Nach dem Ersten Weltkrieg musste die Region aufgrund der Bestimmungen des Versailler Vertrags 1919 an Frankreich abgetreten werden und wurde Teil des Département Moselle. Im Zweiten Weltkrieg war die Region von der deutschen Wehrmacht besetzt.
In der Nähe befand sich früher das zerstörte Dorf Récling.

### Bevölkerungsentwicklung
| Jahr      | 1962 | 1968 | 1975 | 1982 | 1990 | 1999 | 2007 | 2019 |
| Einwohner | 210  | 215  | 214  | 164  | 155  | 145  | 142  | 123  |